# 緣下鱵
缘下鱵（学名：Hyporhamphus limbatus）为鱵科下鱵鱼属的鱼类。分布于印度洋北部沿岸以及北起福建福州、南到海南岛三亚等水域等，属于暖水性近海鱼类。其主要栖息于中上层水域。该物种的模式产地在印度：马拉巴、买、本地治里。